# NGC 3013
NGC 3013 est une galaxie spirale barrée relativement éloignée et située dans la constellation du Petit Lion. NGC 3013 a été découverte par l'astronome irlandais Lawrence Parsons en 1874. Sur la sphère céleste, NGC 3013 est près de l'étoile SAO 61706.

## Caractéristiques
Sa vitesse par rapport au fond diffus cosmologique est de 8 359 ± 19 km/s, ce qui correspond à une distance de Hubble de 123,3 ± 8,6 Mpc (∼402 millions d'al).
NGC 3013 est une galaxie LINER, c'est-à-dire une galaxie dont le noyau présente un spectre d'émission caractérisé par de larges raies d'atomes faiblement ionisés.